# Кампеджо, Лоренцо
Лоренцо Кампеджо (итал. Lorenzo Campeggio; 7 ноября 1474, Милан — 25 июля 1539, Рим) — итальянский религиозный деятель и кардинал.

## Биография
Окончил университет в Болонье. С 1509 года начал церковную карьеру, выполняя различные дипломатические поручения папы Юлия II. В 1517 году папа Лев X назначил его кардиналом. Значительная часть церковной карьеры Кампеджо была связана с Англией: в 1518 году он был отправлен туда легатом, в 1524 году назначен епископом Солсбери.
Известен тем, что принял положительное решение о разводе короля Англии Генриха VIII и Екатерины Арагонской. Паоло Капидзукки после апелляции Екатерины изменил решение Рима.